# Giovanni Buonaventura Viviani
Giovanni Buonaventura Viviani (Florence, 15 juli 1638  - Pistoia, rond 1693) was een Italiaanse componist van barokmuziek en violist.

## Biografie
Giovanni Viviani werkte tussen 1656 en 1660 aan het hof in Innsbruck als violist. Tussen 1672-1676 was hij directeur van het hof muziek in Innsbruck. Hoewel in publicaties van 1678 Viviani nog omschreven werd als een componist die werkzaam was in Florence, lijkt het waarschijnlijker dat hij vanaf 1676 in Venetië werkte aan het arrangement van Francesco Cavallis  opera Scipione affricano en aan zijn eigen opera Astiage, die beiden uitgevoerd werden in Venetië in dat jaar. In datzelfde jaar werkte Viviani aan een oratorium op het Oratorio di San Marcello in Rome samen met Arcangelo Corelli en Bernardo Pasquini. Hij werd waarschijnlijk in hetzelfde jaar ook verheven tot de adelstand. Tussen 1678 en 1682 was hij in Napels werkzaam als directeur van een gezelschap van operazangers. In deze periode schreef hij ook een aantal van zijn eigen opera's en oratoria. In 1686 was hij maestro di capella aan het hof van de Prins van Bisignano. Van januari 1687 tot december 1692 was hij maestro di cappella aan de kathedraal van Pistoia. Aangenomen wordt dat hij in 1693 in Pistoia is overleden. 

## Bekenheid als componist
Als componist is Viviani vooral bekend om zijn opera's en solocantates, geheel in de stijl van Antonio Cesti. Er wordt gespeculeerd dat Viviani studeerde bij Cesti tijdens zijn verblijf in Innsbruck, hetgeen verklaart dat de stijl van beiden zoveel overeenkomsten vertoont. Zijn instrumentale werken zijn overwegend in Italiaanse stijl, met een vleugje Zuid-Duitse en Oostenrijkse invloeden. Van bijzonder belang zijn de instrumentale recitatieven van de Sinfonia Cantabile in zijn op. 4, dat is geschreven in navolging van een solocantate. Er zijn ook twee sonates in op. 4 opgenomen voor trompet en continuo. De Solfeggiamenti (stukken die bestemd zijn voor onderwijsdoeleinden) zijn ongewone voorbeelden van dit genre, vanwege het aantal delen en hun uitzonderlijke lengte. Zijn andere composities omvatten twee sonates voor trompet en orgel, twee sonates voor solo trompet, sonates voor viool en basso continuo en verschillende fantasieën. 

## Geselecteerde werken

### Opera's
- Astiage (Napels, december 1682)
- Scipione affricano (Venetië, 1678) [herziening van Cavallis opera 1664]
- Zenobia (Napoles, 1678) [verloren gegaan]
- Le fatiche d'Ercole per Dejanire (Napels, 1679)
- Mitilene, Regina delle Amazoni (Napels, 13 Nov 1681)
- L'Elidoro, o vero Il fingere per regnare (Saponara, 15 juni 1686)
- La vaghezza del fato (waarschijnlijk uitgevoerd in Wenen, 1687)

### Oratoria
- La strage degli Innocenti (Napels, 1682)
- L'Esequie del Redentore (Napels, 1682)
- Le nozze di Tobia (Florence, 1692)
- L'Abramo in Egitto